# طواف إسبانيا 1997
طواف إسبانيا 1997 هو سباق دراجات هوائية أقيم في إسبانيا بتاريخ 6-28 سبتمبر، تكون السباق من 22 مرحلة، وامتد لمسافة 3773 كم بسرعة 41.344 كم/س، استغرق السباق 91 ساعة 15 دقيقة 55 ثانية. فاز به أليكس تسولي.

## الترتيب
| م                     | الدرّاج        | البلد  | الزمن                     |
| --------------------- | ------------- | ------ | ------------------------- |
| الفائز بالترتيب العام | أليكس تسولي   | سويسرا | 91 ساعة 15 دقيقة 55 ثانية |
| حسب النقاط            | لوران جالابير | فرنسا  | -                         |